# 샬린 어모이아
샬린 어모이아(Charlene Amoia, 1969년 12월 31일 ~ )는 미국의 배우이다.
버펄로에서 태어났다.

## 출연 작품
- 피어 스트리트 파트 1: 1994 (2021년) - 레이철 톰슨 / 서니베일 고객 역
- 컨저링 3 (2020년) - 주디 역
- 엑소시스트: 악마의 영혼 (2017년) - 줄리아 역
- 낫 어 스트레인저 (2016년)
- 스나이퍼: 특수작전부대 (2016년) - 자넷 역
- Vitals (2019)
- 오서즈 어나니머스 (2014년)
- 팻 (2013년)
- 러브시트 (2013년)
- 더 롱거 데이 오브 해피니스 (2012년)
- 아메리칸 파이: 19금 동창회 (2012년) - 엘리 역
- 세븐 파운즈 (2008년)
- 컴퍼니 맨 (2007년)
- 글로벌, 주식회사 (2006년) - 메리 역
- 헬드 포 랜섬 (2000년)

### 텔레비전
- 내가 그녀를 만났을 때 (2005-11)
- 더 영 앤 더 레스트리스 (2007-08)
- 우리 생애 나날들 (2010-11)